# Daniel Morgade
Daniel Alejandro Morgade Fernández (Montevideo, 10 de marzo de 1977), más conocido como Daniel Morgade, es un guitarrista, pedagogo y compositor uruguayo. Su obra abarca piezas para instrumentos solistas como la Marimba, Vibráfono, Guitarra, Piano y Clarinete, entre las cuales se destacan los 3 Impromptus a Gauguin Op. 25 para Clarinete estrenados por el clarinetista francés Jean François Bescond. De sus obras de cámara resalta el cuarteto de clarinetes Lagomareño Op. 26 estrenado por el Cuarteto Nacional de Clarinetes de México y de su producción sinfónica el Concierto Hermético Op. 33 para Guitarra y Orquesta estrenado por Gabriel Guillen y la Neue Streicher Orchestra. Su obra más difundida es De Leo a Piscis Op. 19, en sus versiones para cuarteto u orquesta de guitarras, estrenada por la Orquesta de Guitarras del Estado de Hidalgo en México.

## Biografía
Comenzó sus estudios musicales a los 8 años, poco tiempo después de trasladarse de su ciudad natal Montevideo a la Ciudad de la Costa, donde transcurrirá toda su adolescencia y juventud. Es allí mismo donde dos años después continúa su formación con César Pedotti, discípulo del legendario maestro uruguayo Atilio Rapat.  
Posteriormente, estudia y entabla estrecha relación con el guitarrista uruguayo Raúl Sánchez Clagget, con el que trabaja durante varios años. Estudia Dirección de Orquesta con Federico García Vigil por tres años en el Conservatorio Municipal de Música de Montevideo, y realiza la carrera en Gestión de la Producción Artística en la Fundación ITAU de Uruguay. Recibe una beca para realizar estudios de composición con Antonio Mastrogiovanni otorgada por la Sociedad Uruguaya de Artistas Intérpretes SUDEI. Es Licenciado en Interpretación Instrumental por la Universidad de la República Oriental del Uruguay y Magíster en Investigación Musical por la Universidad Internacional de la Rioja de España. 
Su actividad como concertista ha incluido un número importante de estrenos mundiales y obras dedicadas especialmente, entre las que se cuentan obras de los compositores Luis Guillermo Pérez (Venezuela; 1954), Juan Carlos Sanz (Venezuela; 1971), Simone Iannarelli (Italia; 1970), Jorge Tagliapietra (Argentina; 1952), Daniel Wolff (Brasil), Andrés Tapia (Chile), Osvaldo Burucuá (Argentina), Juan José Barron (México; 1963), Luis Carlos Barbieri (Brasil; 1963), Ricardo Pauletti (Brasil) y Andrew York (Estados Unidos) entre muchos otros. Junto al Veritas Guitar Quartet de Perú, realizó el estreno para Sudamérica de "Al Sur del Capricornio", para guitarra solista y cuarteto de guitarras del compositor uruguayo Abel Carlevaro. 
Fue el primer guitarrista uruguayo en interpretar un concierto para guitarra y orquesta del Siglo XIX con instrumento de época en Uruguay. Hasta el momento, realizó el estreno para Uruguay de 4 conciertos para guitarra y orquesta del 800, siendo éstos los 3 de Ferdinando Carulli (Op8, Op140 y doble con Flauta) y el de Francesco Molino Op56. También hizo posiblemente la primera audición para Uruguay del Concierto en Re menor de Johann Sigismund Weiss (Alemania; 1690 – 1737). Estrenó mundialmente el Concierto N.º 2 para guitarra y orquesta de Álvaro Martínez (Uruguay; 1973) y el Concierto N.º 1 para guitarra y orquesta de Luis Guillermo Pérez (Venezuela; 1954).
Posiblemente estrenó para el Continente Americano el Concierto Op56 para Guitarra y Orquesta de Francesco Molino (Italia; 1768 - 1847) y el Concierto en La mayor para Guitarra y Orquesta de Luigi Legnani (Italia; 1790 – 1877). Ambos estrenos significaron un hito en la historia de la guitarra clásica latinoamericana, el primero de los estrenos se realizó con la Orquesta Sinfónica de la Universidad Autónoma del Estado de Hidalgo en México, en tanto el concierto de Legnani fue interpretado con la Orquesta Sinfónica del Estado Lara en Barquisimeto, Venezuela.
Dictó cursos, conferencias y clases maestras en eventos internacionales y para diversas universidades y academias, destacándose Festival Festival Internacional de Guitarra ICPNA (Perú), Internacional de Guitarra de La Plata (Argentina), Academia Nacional de Música Man Césped (Bolivia), Festival Internacional de Guitarra Agustín Barrios (Paraguay), Benemérita Universidad Autónoma de Puebla (México), Festival Internacional de Guitarra de Río de Janeiro “Muestra Fred Schneiter” (Brasil), Festival Internacional de Guitarra de Lausana (Suiza), Guitar Festival Rust (Austria), Festival Internacional de Guitarra Ramón Noble (México), Centro Cultural Bartolomé Hidalgo de Morelia (México), Seminario Internacional de Guitarra Vital Medeiros (Brasil), Encuentro Internacional de guitarra de Salamanca Guanajuato (México), Festival Internacional de guitarra de Paracho Michoacán (México), Festival Internacional de Guitarra de Sonora (México), Festival Internacional de Guitarra de Saltillo (México), Seminario Internacional de Guitarra Clásica de Uruguay, Conservatorio de Música del Estado de México (México), Festival Internacional de Guitarra de Cuenca (Ecuador), Festival Entrecuerdas (Chile), Festival El Monte (Chile), Associazione Romana della Chitarra (Italia) y Le Mars de la guitare de Ginebra (Suiza).
Ha sido director artístico y productor de decenas de eventos internacionales que se han desarrollado en departamentos de Uruguay como Montevideo, San José, Canelones, Durazno, Maldonado, Treinta y Tres, Tacuarembo y Río Negro, abarcado conciertos solistas, de cámara y con Orquesta, conferencias, cursos, exposiciones de lutheria y máster clases con una gran repercusión internacional. Muchos de estos eventos fueron declarados de interés ministerial por las carteras de estado uruguayas como el Ministerio de Educación y Cultura y del Ministerio de Turismo. Artistas de Argentina, Brasil, Paraguay, Uruguay, Chile, Colombia, Bolivia, Venezuela, Ecuador, Cuba, México, Costa Rica, Estados Unidos, Suecia, Italia, Francia, Inglaterra, Servia y Montenegro, Turquía, India, Australia, China, Taiwán y Japón han formado parte de las actividades organizadas por Daniel Morgade en Uruguay. Su trabajo en gestión cultural se puede apreciar en los eventos Festival Internacional de Música Eduardo Fabini, Seminario Internacional de Guitarra de Uruguay, Concurso Internacional de Guitarra de Uruguay, Seminario Internacional de Guitarra Verano-Perú, Concurso Internacional de Guitarra de Perú y Concurso Nacional e Internacional de Guitarra Cuenca Ecuador, seis de los eventos más reconocidos en la actividad guitarrística sudamericana. 
Fue docente de guitarra en el Instituto de Arte de la Universidad de San Martín de Porres en Lima Perú por diez años. Varios de sus alumnos han sido premiados en concursos nacionales e internacionales de guitarra.
Presidió en 2019 la Comisión Organizadora de la Universidad Nacional Daniel Alomía Robles de la ciudad de Huánuco, Perú.
En noviembre de 2022, sus estudios Aureos Op37 N°1 y N°3 fueron obras obligatorias en el V Concurso Internacional de Interpretación de Panamá organizado por la Asociación Guitarrística de Panamá. El concurso tuvo como ganador del primer premio al guitarrista mexicano José David Huchin Castro y se le brindó una mención de honor al guitarrista peruano Jesús Ordóñez.

## Discografía
Su discografía consta de más de 10 discos, la mayoría de ellos grabados con guitarra moderna y tres con guitarra clásico-romántica. Con casi medio centenar de primeras grabaciones mundiales, es uno de los guitarristas uruguayos que más ha colaborado en la creación de un nuevo repertorio guitarrístico, así como también ha rescatado un valioso repertorio original y olvidado de compositores uruguayos del siglo XX. En palabras del presidente del Círculo Guitarrístico Argentino Eduardo Muscari: 

“...La relevante actitud del Guitarrista Morgade de tomar contacto con los Compositores Uruguayos, permite descubrir una veta creadora de importancia en su País. Más allá de un simple apoyo a sus conciudadanos es la misión que eminentes guitarristas realizaron a lo largo de la historia de la guitarra. Segovia puede ser un buen antecedente...”

- Música de Cámara y Sinfónica; AGADU, Uruguay.
- Guitarras en Concierto; AICU Records SADAIC.
- Compositores Uruguayos del Siglo XX; AICU Records SADAIC.
- SEFARAD, Cancionero Sefaradi. AICU Records.
- Latin American Guitar Volumen I, AICU Records SADAIC.
- Latin American Guitar Volumen II. AICU Records.
- Guitarra Latina, AICU Records SADAIC.
- Violín, Viola & Guitar Trios. AICU Records AGADU.
- La guitarra española; Centro Cultural de España en Uruguay AGADU.
- Fernando Sor Volumen I, AICU Records.
- Mujeres y seguidillas, AICU Records.
- Fernando Sor Volumen II, AICU Records.
- Ferdinando Carulli Volumen I, AICU Records / CDBaby
- Ferdinando Carulli Volumen II, AICU CDBaby
- Fernando Sor Volumen II, UNDAR Records (reedición).

## Obra

### Composiciones
- Op. 1 Preludio N.º 1 (guitarra).
- Op. 2 Preludio N.º 1 (guitarra).
- Op. 3 El arco de ojiva (guitarra).
- Op. 4 Pequeño estudio (guitarra).
- Op. 5 Estudio N.º 2 (guitarra).
- Op. 6 Preludio N.º 2 (guitarra).
- Op. 7 Tres poemas según Franz (violín y guitarra - inconclusa).
- Op. 8 Homenaje a Maidanik (cuarteto de cuerdas).
- Op. 9 Variaciones litúrgicas (cuarteto de cuerdas).
- Op. 10 Estilo a Don Juan (guitarra).
- Op. 11 Un artista del hambre (marimba).
- Op. 12 Los ríos del edén (vibráfono).
- Op. 13 Del sur y qué? (Trío de percusión).
- Op. 14 Jubal (cuarteto de cuerdas).
- Op. 15 Recuerdos del tiempo (guitarra - inconclusa).
- Op. 16 Concertino de Hidalgo (guitarra y orquesta).
- Op. 17 4 impromptus (piano).
- Op. 18 J.M.G (trío de cuerdas).
- Op. 19 De Leo a Piscis (cuarteto de guitarras).
- Op. 20 Bachiana Charrúa (guitarra).
- Op. 21 Estudio N.º 1 “J.M” (2 violines).
- Op. 22 Ley Hux (trío de percusión).
- Op. 23 Modo de re-nacer  (trío de cuerdas).
- Op. 24 Estudio N.º 2 “del pedal” (2 violines).
- Op. 25 3 Impromptus a Gauguin (clarinete).
- Op. 26 Lagomareño (cuarteto de clarinetes).
- Op. 27 Suite Lambsprink (guitarra).
- Op. 28 Full Can Elly (guitarra y piano).
- Op. 29 Obertura (orquesta).
- Op. 30 Estampas (cuarteto de vientos).
- Op. 31 La balada del whisky (12 instrumentos - inconclusa).
- Op. 32 Quinteto (clarinete y cuarteto de cuerdas).
- Op. 33 Concierto Hermético (guitarra y orquesta).
- Op. 34 La orden de caballería (2 violines y guitarra - inconclusa).
- Op. 35 Advitam (2 guitarras - inconclusa).
- Op. 36 Trío (violín, chelo y piano).
- Op. 37 7 estudios áureos (guitarra).

## Publicaciones

### Magazine ISSN 1688-6380
- N.º 1, "AICU Magazine" Montevideo Uruguay 2009.
- N.º 2, "AICU Magazine" Montevideo Uruguay 2010.
- N.º 3, "AICU Magazine" Lima Perú 2011.
- N.º 4, "AICU Magazine" Lima Perú 2012.
- N.º 5, "Guitarra Magazine" Lima Perú 2013.
- N.º 6, "Guitarra Magazine" Lima Perú 2014.

### Xendor Ediciones Uruguay
Editor responsable de la editorial de partituras XENDOR, ha publicado un gran número de obras para guitarra así como también de música de cámara. Entre sus más de 30 publicaciones, se encuentran obras premiadas en los concursos Internacionales de Composición de Uruguay. Sus investigaciones musicológicas sobre la creación para guitarra en el Uruguay, son difundidas por XENDOR Ediciones mediante publicaciones de obras de Alberto Carbone, Martín García, Mauricio Maidanik, Carlos Estrada, León Biriotti y Pedro Ferreyra entre otras.
- Alberto Carbone - 4 piezas folclóricas (XENDOR Ediciones, Montevideo)
- León Biriotti - Memorias de la vihuela de Indo Iguez & Velour (XENDOR Ediciones, Montevideo)
- Carlos Estrada - Preludio (XENDOR Ediciones, Montevideo)
- Mauricio Maidanik - 3 estudios modales (XENDOR Ediciones, Montevideo)
- Pedro Ferreira - Berta, Recuerdos de mi patria & Vidalita. (XENDOR Ediciones, Montevideo)
- Luis Guillermo Pérez - Abril, Nelly, Genaro & Altamira. (XENDOR Ediciones, Montevideo)

### Xendor Ediciones Estados Unidos
Conciertos barrocos
- Antonio Vivaldi - Concerto in C RV425 (ISBN 978-1-716-06176-9)
- Antonio Vivaldi - Concerto in C RV425 Transcripción para guitarra y orquesta de guitarras (ISBN 978-1-312-93349-1)
- Antonio Vivaldi - Concerto in G RV532 (ISBN 978-1-716-06737-2)
- Karl Kohaut - Concierto en Fa Nº2 (ISBN 978-1-387-50810-5)

Conciertos clásicos
- Francesco Molino - Concerto in E minor Op56 (ISBN 978-1-716-06903-1)
- Francesco Molino - Concerto in E minor Op56. Solo and orchestra parts (ISBN 978-1-68474-663-7)
- Ferdinando Carulli - Petit Concerto de Société Op140. (ISBN 978-1-716-08602-1)
- Ferdinando Carulli - Petit Concerto de Société Op140. Solo and orchestra parts (ISBN 978-1-68474-413-8)

Conciertos románticos y post románticos
- Luigi Legnani - Concerto in A major (ISBN 978-1-6780-6541-6)
- Ramón Noble - Fantasía en La (ISBN 978-1-716-07870-5)

Obras propias
- Daniel Morgade - Concierto Hermético Op33 (ISBN 978-1-716-10840-2)
- Daniel Morgade - Colección de piezas para guitarra sola: Preludio Op1 Nº1, Estudio Op2 Nº1, El arco de ojiva Op3, Preludio Op6 Nº2, Suite Lambsprink
- Daniel Morgade - Concertino de Hidalgo Op16 (ISBN 978-1-716-10450-3)
- Daniel Morgade - De Leo a Piscis Op19 (ISBN 978-1-716-08962-6)
- Daniel Morgade - 3 Impromptus a Gauguin Op25 (ISBN 978-1-105-90135-5)
- Daniel Morgade - Lagomareño Op26 (ISBN 978-1-105-91229-0)
- Daniel Morgade - Quinteto Op32 (ISBN 978-1-312-92457-4)
- Daniel Morgade - Full Can Elly Op28 (ISBN 978-1-716-09742-3)
- Daniel Morgade - Trío Op36 (ISBN 978-1-716-07288-8)
- Daniel Morgade - 7 estudios áureos Op37 (ISBN 978-1-716-09572-6)
- Daniel Morgade - Pitched percussion instrument worksOp11, Op12, Op13, Op22 (ISBN 978-1-716-06291-9)

Obras de otros compositores
- Luis Guillermo Pérez - Henry Martínez - 5 Venezuelan pieces (ISBN 978-1-716-08382-2)

## Obras dedicadas a Daniel Morgade
- Martín García (Uruguay) - 2 Piezas breves
- Álvaro Martínez (Uruguay) - Concierto N°1 para guitarra y orquesta
- Luis Guillermo Pérez (Venezuela) - Milonga en La (2013)
- Luis Guillermo Pérez (Venezuela) - Canción interludio (2014)
- Luis Guillermo Pérez (Venezuela) - Tríptico salmantino; I Preludio, II Elegía, III Vals "Laureando" (2012)
- Luis Guillermo Pérez (Venezuela) - Tríptico Nº2; I Preludio, II Merengue, III Joropo-Fantasía (2018)
- Luis Guillermo Pérez (Venezuela) - Concierto Nº1 para Guitarra y Orquesta.
- Juan José Barrón (México) - Sonata
- Juan José Barrón (México) - Nocturnal con danzón (quinteto de guitarras)
- Juan José Barrón (México) - Preludio a la flor
- Juan Carlos Sanz (Venezuela) - Suite Venezolana N°1
- Ricardo Pauletti (Brasil) - Baile en Miraflores
- Daniel Wolff (Brasil) - Milonga de un tiempo oscuro (2021)
- Andrés Tapia (Chile) - Morgadeando
- Osvaldo Burucuá (Argentina) - Milonga
- Simone Iannarelli (Italia) - 3 Aires de milonga
- Luis Carlos Barbieri (Brasil) - Colores del Uruguay (3 milongas)
- Andrew York (Estados Unidos) - Machu Picchu
- Ricardo Villanueva (Perú) - Chilcano en Mi
- Marcos Vinicius (Brasil) - Mysteria et spes

### Libros
- Juan Olaya: Compositores Uruguayos del Siglo XX. Catálogo de obras para guitarra. Editorial Capibara, Uruguay 2004. ISBN 9974774357

### Semanarios y Revistas
- Revista Mundo Guitarrístico Nº107. Eduardo Muscari. Buenos Aires Argentina 2003 .
- Revista Mundo Guitarrístico Nº111. Nilda de Urquiza. Buenos Aires Argentina 2003
- AICU Magazine Nº1. Montevideo Uruguay 2009 .
- AICU Magazine Nº2. Montevideo Uruguay 2010 .
- Violao pro. Crítica discográfica por: Gilson Antunes. Brasil 2007
- Revista Sinfónica. Montevideo, Uruguay; noviembre de 2004. Nelson Giguens Risso .
- Revista Sinfónica. Montevideo, Uruguay; junio de 2004. Nelson Giguens Risso .
- Revista Sinfónica. Montevideo, Uruguay; junio de 2005. Leonor Bouton de Carrerou .
- Revista Sinfónica. Montevideo, Uruguay; junio de 2008. (Artículo: Éxito de Daniel Morgade).
- Revista Realidades Nº4. Pachuca, Hidalgo, México. 2007
- AICU Magazine Nº3. Lima Peru/Montevideo Uruguay 2011 .
- AICU Magazine Nº4. Lima Peru 2012 .
- Guitarra Magazine Nº5. Lima Peru 2013 .

### Periódicos
- El Avisador, Tacuarembó 9 de noviembre de 2007, Uruguay. (Artículo: Serie de conciertos en 8 ciudades del interior) .
- La Jornada Michoacán, Morelia 28 de abril de 2008, México. (Artículo: Faltan investigadores que descubran compositores locales: Daniel Morgade) .
- El Sol de Hidalgo, Pachuca 8 de mayo de 2008, México. (Artículo: Homenaje a las madres) .